# Fall Zaunegger
Der Fall Zaunegger gegen Deutschland ist ein 2009 entschiedenes Verfahren über eine Individualbeschwerde zum Europäischen Gerichtshof für Menschenrechte, das die gemeinsame elterliche Sorge gegenüber nichtehelichen Kindern betraf. Es führte zu einer Gesetzesänderung im deutschen und österreichischen Familienrecht.

## Verfahren vor dem EGMR

### Ausgangsentscheidungen deutscher Gerichte
Der Beschwerdeführer war Vater einer 1995 geborenen nichtehelichen Tochter. Er lebte mit der Kindesmutter und der gemeinsamen Tochter bis zur Trennung 1998 zusammen. Anschließend lebte das Kind zunächst beim Vater, 2001 zog es zur Mutter.
Das alleinige Sorgerecht stand der Mutter zu. Seit 2001 war mit dem Vater ein Umgangsrecht vereinbart. 
Im Juni 2003 beantragte der Vater die gerichtliche Anordnung der gemeinsamen Sorge, nachdem die Mutter einer gemeinsamen Sorgeerklärung nicht zugestimmt hatte.
Bereits mit Urteil vom 29. Januar 2003 hatte das Bundesverfassungsgericht in einem anderen Fall entschieden, die durch § 1626 a Abs. 1 Nr. 1 BGB den Eltern eines nichtehelichen Kindes eröffnete Möglichkeit zur gemeinsamen Sorgetragung beruhe auf einem Regelungskonzept für die elterliche Sorge, das unter Kindeswohlgesichtspunkten den Konsens der Eltern über die gemeinsame Sorgetragung zu deren Voraussetzung mache. Die gemeinsame Sorge setze im Kindeswohlinteresse bei beiden Elternteilen die Bereitschaft voraus, Verantwortung für das Kind zu tragen. Fehle es hieran und seien die Eltern zur Kooperation weder bereit noch in der Lage, könne die gemeinsame Sorge für das Kind dem Kindeswohl zuwiderlaufen. Es lägen derzeit keine Anhaltspunkte dafür vor, dass damit dem Elternrecht des Vaters eines nichtehelichen Kindes aus Art. 6 Abs. 2 GG nicht ausreichend Rechnung getragen werde. Angesichts der Unterschiedlichkeit der Lebensverhältnisse, in die nichteheliche Kinder hineingeboren werden, sei es verfassungsgemäß, das nichteheliche Kind bei seiner Geburt sorgerechtlich grundsätzlich der Mutter zuzuordnen. Denn nichteheliche Kinder würden nicht nur in intakten nichtehelichen Gemeinschaften geboren, sondern nach wie vor auch im Rahmen flüchtiger und instabiler Beziehungen. Eine gemeinsame Sorge gegen den Willen eines Elternteils würde hier die Gefahr in sich bergen, dass von vornherein Konflikte auf dem Rücken des Kindes ausgetragen würden.
Unter Berufung auf diese Rechtsprechung wurde die Klage vom Amtsgericht Köln abgewiesen, die dagegen zum Oberlandesgericht Köln eingelegte Beschwerde zurückgewiesen. Es gebe keine Rechtsgrundlage für die gerichtliche Anordnung der gemeinsamen elterlichen Sorge bei nicht miteinander verheirateten Paaren ohne Zustimmung des allein sorgeberechtigten Elternteils. Insbesondere die damals geltende Fassung des § 1626a BGB setze für eine Beteiligung des Beschwerdeführers an der elterlichen Sorge die Zustimmung der Mutter oder die Eheschließung beider Elternteile voraus.
Eine von dem Beschwerdeführer gegen die amts- und die oberlandesgerichtliche Entscheidung eingelegte Verfassungsbeschwerde wurde im Dezember 2003 nicht zur Entscheidung angenommen.

### Entscheidung des EGMR
Der Beschwerdeführer rügte zum einen eine Ungleichbehandlung gegenüber der Mutter, da er keine Möglichkeit habe, ohne die Zustimmung der Mutter das gemeinsame Sorgerecht zu erlangen. Zum anderen rügte er eine Ungleichbehandlung gegenüber verheirateten bzw. geschiedenen Vätern, die das gemeinsame Sorgerecht nach der Scheidung oder Trennung von der Mutter behalten könnten.
Der EGMR prüfte den Ausschluss einer gerichtlichen Einzelfallprüfung der Sorgerechtsregelung zulasten des Beschwerdeführers in seiner Eigenschaft als Vater eines nichtehelichen Kindes am Maßstab des Art. 14  (Diskriminierungsverbot) und des Art. 8 der Europäischen Menschenrechtskonvention (Recht auf Achtung des Privat- und Familienlebens). 
Mit Urteil vom 3. Dezember 2009 kam der Gerichtshof zu dem Ergebnis, das deutsche Recht sehe keine gerichtliche Überprüfung der Frage vor, ob die Zuweisung der gemeinsamen elterlichen Sorge an beide Elternteile dem Kindeswohl dienen würde. Der entscheidende Punkt sei, dass das gemeinsame Sorgerecht gegen den Willen der Mutter eines nichtehelichen Kindes prima facie als dem Kindeswohl nicht dienlich angesehen werde. Dies habe eine nicht gerechtfertigte Ungleichbehandlung des Beschwerdeführers zur Folge. Da der Beschwerdeführer sich seit der Trennung auch weiterhin um seine Tochter kümmere, stehe der grundsätzliche Ausschluss einer gerichtlichen Überprüfung der ursprünglichen Zuweisung der Alleinsorge an die Mutter nicht in einem angemessenen Verhältnis zu dem damit verfolgten Ziel, nämlich dem Schutz des Wohls eines nichtehelichen Kindes. Folglich sei in der vorliegenden Rechtssache Art. 14 in Verbindung mit Art. 8 EMRK verletzt worden.

## Gesetzgeberische Folgen

### Deutschland
Jörg-Uwe Hahn, Justizminister des Landes Hessen, begrüßte die Entscheidung des EGMR als einen „guten Tag für Väter“. Bundesjustizministerin Sabine Leutheusser-Schnarrenberger wies am selben Tage darauf hin, dass das Gericht „nicht die abstrakte Gesetzeslage, sondern nur einen Einzelfall beurteilt“ habe, gesetzgeberische Änderungen aber debattiert würden.
Mit Beschluss vom 21. Juli 2010 schloss sich das Bundesverfassungsgericht der Rechtsauffassung des EGMR an. § 1626a Abs. 1 Nr. 1 und § 1672 Abs. 1 BGB in der Fassung des Gesetzes zur Reform des Kindschaftsrechts verletzten das Elternrecht des Vaters eines nichtehelichen Kindes aus Art. 6 Abs. 2 GG, wenn er ohne Zustimmung der Mutter generell von der Sorgetragung für sein Kind ausgeschlossen sei und nicht gerichtlich überprüfen lassen könne, ob es aus Gründen des Kindeswohls angezeigt sei, ihm zusammen mit der Mutter die Sorge für sein Kind einzuräumen oder ihm anstelle der Mutter die Alleinsorge für das Kind zu übertragen. Bis zum Inkrafttreten einer gesetzlichen Neuregelung sei § 1626a BGB mit der Maßgabe anzuwenden, dass das Familiengericht den Eltern auf Antrag eines Elternteils die elterliche Sorge oder einen Teil der elterlichen Sorge gemeinsam überträgt, soweit zu erwarten ist, dass dies dem Kindeswohl entspricht. § 1672 BGB sei mit der Maßgabe anzuwenden, dass das Familiengericht dem Vater auf Antrag eines Elternteils die elterliche Sorge oder einen Teil der elterlichen Sorge überträgt, soweit eine gemeinsame elterliche Sorge nicht in Betracht kommt und zu erwarten ist, dass dies dem Kindeswohl am besten entspricht.
Mit dem Gesetz zur Reform der elterlichen Sorge nicht miteinander verheirateter Eltern (NEheSorgeRG) trat das reformierte Sorgerecht für nicht verheiratete Eltern und insbesondere eine Neuregelung von § 1626a BGB mit Wirkung zum 19. Mai 2013 in Kraft. Ziel war es, dem Vater auch dann die Möglichkeit einzuräumen, die Mitsorge für ein nichteheliches Kind zu erlangen, wenn die Mutter keine Erklärung abgibt, die elterliche Sorge gemeinsam mit ihm übernehmen zu wollen.

### Österreich
Mit Entscheidung vom 28. Juni 2012 hob der Österreichische Verfassungsgerichtshof unter Berufung auf den Zaunegger-Fall die alleinige  Obsorge für das uneheliche Kind durch die Mutter auf.
Mit 1. Februar 2013 ist das Kindschafts- und Namensrechts-Änderungsgesetz 2013 (KindNamRÄG) in Kraft. Seither kann die  Obsorge beider Eltern auch von unverheirateten Paaren einvernehmlich am Standesamt einmalig bestimmt werden.

## Schweiz
Die gemeinsame elterliche Sorge ist seit 2014 auch bei unverheirateten Paaren unter bestimmten Voraussetzungen die Regel.